# الاحتيال عبر البريد الإلكتروني
الاحتيال عبر البريد الإلكتروني هي محاولة خداع متعمدة إما لتحقيق مكاسب شخصية أو للإضرار بفرد آخر عن طريق البريد الإلكتروني. بمجرد انتشار البريد الإلكتروني على نطاق واسع، بدأ استخدامه كوسيلة للاحتيال على الناس. قد يكون الاحتيال عبر البريد الإلكتروني فرصةً الحصول على «صفقة» أو «شيء مقابل لا شيء». عادةً ما يستهدفُ الاحتيال عبر البريد الإلكتروني، كما هو الحال مع مخططات بونكو الأخرى (بالإنجليزية: Bunko Schemes)‏ «الأفراد الساذجين» الذين يضعون ثقتهم في بعض الرسائل على الإنترنت لتحقيقِ الثراء بسرعة، وتشمل هذه الاستثمارات فرص لا تصدق أو عروض بيع سلع مشهورة بأسعار منخفضة بشكل مستحيل.

## أنواع الاحتيال

### الانتحال
تتمُّ عمليات انتحال البريد الإلكتروني عادة بتظاهر المحتال بأنه شخص آخر. قد يحدث الانتحال بعدة طرق. المشترك بينهم جميعًا هو إخفاء اسم المرسل الفعلي وأصل الرسالة أو إخفاءها عن المستلم. تستخدم العديد من حالات الاحتيال عبر البريد الإلكتروني الانتحال على الأقل، وبما أنَّ معظم عمليات الاحتيال هي أعمال إجرامية بشكل واضح، يحاول المجرمون عادةً تجنب تتبع مواقعهم.

### التصيد
تزعم بعض الرسائل المخادعة أنها من شركات مشهورة، وقد يكون الضحيّة أعد العاملين بالشركة أو له علاقة بها على غرار شركات البنوك. قد يبدو «الطعم» في هذه الحالة على أنه رسالة عاديّة، فعلى سبيل المثال تصلُ الضحيّة رسالة من البنكِ الذي يتعامل معه تطلبُ منه تأكيد معلومات مثلًا أو تسجيل الدخول إلى حسابه أو إنشاء كلمة مرور جديدة أو طلبات مماثلة، لكن وبدلًا من توجيهِ المستهدَف إلى موقع الويب الرسمي للبنك، تتمُّ إحالته إلى صفحة ذات مظهر متطابق برابط مختلف لكن مشابه. بعد إدخال تفاصيل تسجيل الدخول الخاصّة به، يصبح اسم المستخدم وكلمة المرور مرئيين للمهاجمين. يُمكن أن تبدو رسائل البريد الإلكتروني المخادعة في كثيرٍ من الحالات غير ضارة، فقد تصلُ الضحيّة على سبيل المثال رسالة تُخطره بأنَّ لديه طلب صداقة جديد على منصة تواصل اجتماعي. بغض النظر عن مدى «براءة الرسالة» في حد ذاتها، فإنها ستقود الضحية دائمًا إلى صفحة ويب منسوخة مع مطالبة تسجيل دخول مزيّفة.

### عروض وهمية
قد تكون طلبات البريد الإلكتروني لشراء السلع أو الخدمات بمثابة حالات لمحاولة الاحتيال. يتميز العرض الاحتيالي عادةً بعنصر أو خدمة شائعة بسعر مخفّض بشكل كبير.
قد يتم تقديمُ العناصر مسبقًا من توفرها الفعلي. على سبيل المثال، قد يتم تقديم أحدث لعبة فيديو قبل إصدارها، ولكن بسعر مماثل للبيع العادي. في هذه الحالة، فإنَّ «عامل الجشع» هو الرغبة في الحصول على شيء لا يمتلكه أي شخص آخر، وقبل أن يتمكّن أي شخص آخر من الحصول عليه، وليس تخفيض السعر. بالطبع، لا يتمُّ تسليم العنصر أبدًا، لأنه لم يكن عرضًا حقيقيا في المقام الأول.
قد لا يكون هذا العرض أكثر من محاولة تصيد للحصول على معلومات بطاقة ائتمان الضحية، بقصد استخدام المعلومات للحصول على سلع أو خدمات بطريقة احتيالية، مدفوعة من قبل الضحية، والتي قد لا تعرف أنها تعرضت للخداع حتى يتم استنفاد بطاقة الائتمان أو استعمالها في مكان ما من دون علمه ولا إذنه.

### طلبات المساعدة
يأخذ نوع الاحتيال هذا النموذج التالي: يتمُّ إرسال بريد إلكتروني لطلب المساعدة بطريقة ما. ولكن، يتم تضمين مكافأة مقابل هذه المساعدة، تعمل هذه المكافأة بمثابة طعم. قد تكون المكافأة مبلغًا كبيرًا من المال، أو كنزًا، أو قطعة أثرية يفترض أنها ذات قيمة كبيرة.
هذا النوع من الاحتيال موجود على الأقل منذ عصر النهضة، وكان معروفا باسم عملية احتيال «السجين الأسباني» أو «السجين التركي». في شكله الأصلي، الشخص المحتال يتظاهرُ على أنه يتعامل مع شخص ثري مسجون بهوية مزيفة ويعتمد على المحتال في جمع الأموال لتأمين إطلاق سراحه. يخبر المخادع الضحية بأنه سُمحَ له بتقديم النقود، ويتم وعد الضحية بمكافأة سخية عند خروج السجين. يدَّعي المحتال أنه اختار الضحية لسمعته في الصدق والأمانة.

## تجنب الاحتيال
نظرًا للاستخدام الواسع النطاق لبرامج التجسس في البريد الإلكتروني، فإنَّ مجرد فتح بريد إلكتروني يمكن أن ينبه المرسل إلى أن العنوان الذي يتم إرسال البريد الإلكتروني إليه هو عنوان صالح. يمكن أن يحدث هذا أيضًا عندما يتم الإبلاغ عن تلك الرسائل على أنها رسائل مزعجة أو غير مرغوبٍ فيها، وفي بعض الحالات: إذا تمت إعادة توجيه البريد الإلكتروني للفحص وفتحه، فسيتمُّ إخطار المرسل بنفس الطريقة كما لو أن المرسَل إليه فتحه.
يمكن تجنّب الاحتيال عبر البريد الإلكتروني من خلال:
- عدم الرد على رسائل البريد الإلكتروني المشبوهة.
- الحفاظ على سرية عنوان البريد الإلكتروني الخاص بك قدر الإمكان.
- استخدام فلتر للبريد الغير المرغوب فيه.
- لاحظ الأخطاء الإملائية في نص الرسالة الإلكترونية التي تتظاهر بأنها «رسميّة».
- تجاهل رسائل البريد الإلكتروني غير المرغوب فيها بكافة أنواعها مع ضرورة حذفها.
- عدم تنقر على الروابط المشكوك فيها.
- تجاهل العروض من مصادر غير معروفة، فمحتويات البريد الإلكتروني ليست اتفاقية رسمية أو ملزِمة.

لا يتمُّ الإبلاغ عن العديد من عمليات الاحتيال إلى السلطات، بسببِ الشعور بالخزي أو الذنب أو الإحراج.